# Marek Sąsiadek
Marek Sąsiadek (ur. 2 listopada 1978 w Rybniku) – polski snowboardzista, olimpijczyk z Salt Lake City 2002.
Medalista mistrzostw Polski:
złoty
halfpipe w roku 2000 i 2001
- srebrny
  - w konkurencji half-pipe w roku 2003[1]
  - w konkurencji big air w roku 2005[2]
- brązowy
  - w konkurencji half-pipe w roku 2008[3]

Na igrzyskach olimpijskich w 2002 roku wystartował w konkurencji half-pipe zajmując 17. miejsce.